# Alice Williams
Alice Williams (Brisbane, 24 de dezembro de 1998) é uma jogadora de polo aquático australiana.

## Carreira
Williams estudou biomedicina na Universidade de Tecnologia de Queensland em 2024. Durante a temporada europeia joga pela Associazione Sportiva Orizzonte Catania. Em 2019, Williams participou da Universiade de Nápoles com a equipe estudantil australiana e ficou em quinto lugar.
Ela competiu na Liga Mundial Intercontinental de Polo Aquático Feminino da FINA de 2017, na Copa Intercontinental da Liga Mundial Intercontinental de Polo Aquático Feminino da FINA de 2018, na Universíade de Verão de 2019, no Campeonato Mundial de Esportes Aquáticos de 2023 e no Campeonato Mundial de Esportes Aquáticos de 2024.
Nos Jogos Olímpicos de Verão de 2024, em Paris, conquistou a medalha de prata no torneio feminino do polo aquático, após confronto na final contra a equipe espanhola.